# Narsieh
Narsieh (in medio persiano: 𐭭𐭥𐭮𐭧𐭩, Narseh; in cinese semplificato: 泥涅师; in cinese tradizionale: 泥涅師; pinyin: Nìnièshī) (VII secolo – impero dei Tang, ...) fu un nobile e generale persiano che si rifugiò nell'impero Tang con il padre Peroz III, figlio di Yazdgard III, ultimo scià dell'impero sasanide, dopo la conquista islamica della Persia.
Nel 678 o 679, Narsieh fu scortato di nuovo in Persia con un esercito cinese guidato da Pei Xingjian, il vice ministro del personale della corte Tang e nobile della famiglia degli Hedong, al fine di ripristinare l'autorità sasanide nella regione, ma l'armata raggiunse soltanto il Tokaristan. Pei Xingjian respinse con successo un'invasione guidata dal khan turco occidentale Ashina Duzhi, ma una volta arrivato a Suiye (vicino all'odierna Tokmok, in Kirghizistan) rinunciò al compito di guidare a ovest Narsieh e lo lasciò da solo. Quest'ultimo rimase assieme ai suoi numerosi servitori e non rinunciò al suo alto stile di vita. I capi turchi minori della regione giurarono poi la loro fedeltà alla dinastia cinese a causa della sconfitta riportata da Ashina. Il risultato complessivo della spedizione di Pei si rivelò un successo per l'impero Tang. Al suo ritorno in Cina, Pei fu infatti nominato ministro dei riti e Gran generale delle guardie guardie del fianco destro.

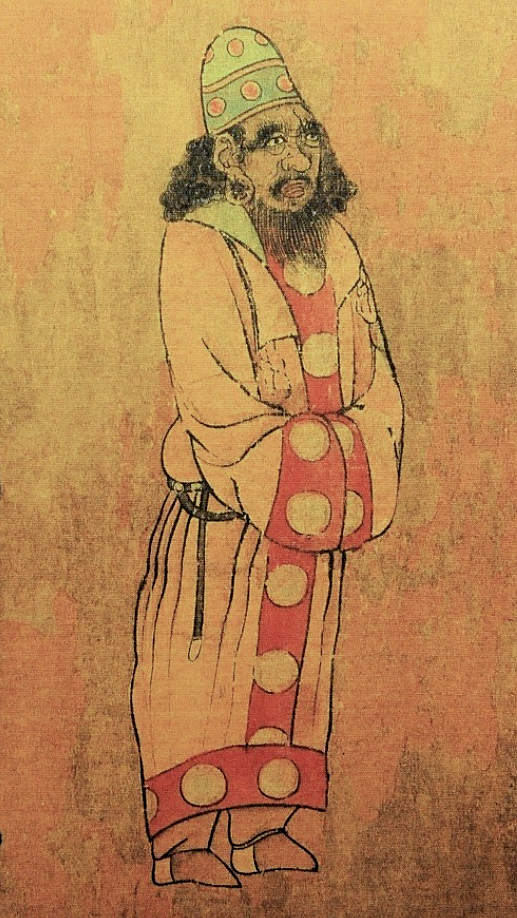
Ambasciatore dalla Persia (波斯國) in visita alla corte della dinastia Tang. I ritratti dell'offerta periodica (王会图), 650 circa

Narsieh trascorse poi i successivi vent'anni a combattere gli Arabi in Tokaristan fino a quando, nel 707, tornò nella capitale cinese dei Tang di Chang'an, dove visse il resto della sua vita prima di morire di malattia. I suoi figli e le sue figlie si sposarono con esponenti della nobiltà cinese.
Lo zio di Narsieh, Bahram VII, morì nel 710 e del figlio di quest'ultimo, Cosroe, si menzionano le campagne militari al fianco dei Sogdiani e dei Turchi contro gli Arabi nell'assedio di Kamarja del 729, un ulteriore futile tentativo di reclamare il trono sasanide. Si tratta verosimilmente dell'ultimo riferimento storico noto a un discendente diretto di Yazdgard III.